# Lincoln and Liberty
Lincoln and Liberty war der Wahlkampfschlager Abraham Lincolns in seinem Präsidentschaftswahlkampf von 1860 und fasste sein Programm in prägnanter Weise zusammen. Der Text stammt von dem Abolitionisten Jesse Hutchinson. 
Das Lied hat eine Melodie irischen Ursprungs, die dem Lied „Old Rosin the Beau“ entnommen wurde und bereits im Präsidentschaftswahlkampf von William Henry Harrison im Jahr 1840 („Old Tippecanoe“) sowie in demjenigen von James K. Polk 1844 gute Dienste leistete. Nach Lincoln bedienten sich noch 1888 Benjamin Harrison und 1892 Grover Cleveland dieser Melodie für ihren Wahlkampf.
„Lincoln and Liberty“ genießt heute noch eine gewisse Popularität. 

## Text
| Hurrah for the choice of the nation Our chieftain so brave and so true We'll go for the great reformation For Lincoln and liberty too!            | Hurra dem Erwählten der Nation, Unserem so tapferen und wahrhaftigen Häuptling Wir wählen die große Reform, Und Lincoln und die Freiheit!                      |
| We'll go for the son of Kentucky The hero of hoosierdom through The pride of the suckers so lucky For Lincoln and liberty too.                    | Wir entscheiden uns für den Sohn Kentuckys, Den Helden der Landsleute von Indiana, Den Stolz der glücklichen Illinoiser, Für Lincoln und die Freiheit!         |
| Then up with the banner so glorious The star-spangled red, white and blue We'll fight 'till our banner's victorious For Lincoln and liberty, too. | Drum hoch mit dem so ruhmreichen Banner, Dem sternbesäten Rot, Weiß und Blau! Wir kämpfen, bis unsere Fahne siegreich ist, Für Lincoln und die Freiheit!       |
| Come all you true friends of the nation Attend to humanity's call Come aid in the slaves' liberation And roll on the liberty ball!                | Kommt all ihr wahren Freunde des Volkes, Und folget dem Rufe der Menschlichkeit, Helft mit bei der Befreiung der Sklaven Und rollt den Ball der Freiheit!      |
| We'll finish the temple of freedom And make it capacious within That all who seek shelter may find it Whatever the hue of their skin!             | Wir vollenden den Tempel der Freiheit, Und machen ihn innen recht geräumig, Dass alle, die Schutz suchen, ihn finden sollen, Welcher Hautfarbe sie auch seien! |
| Success to the old-fashioned doctrine That men are created all free And down with the power of the despot Wherever his stronghold may be!         | Es siege die altmodische Lehre, Dass alle Menschen frei geschaffen sind, Und nieder mit der Macht des Despoten, Wo auch immer seine Zwingburg sei!             |